# Gustavia augusta
Gustavia augusta là một loài thực vật có hoa trong họ Lecythidaceae. Loài này được L. mô tả khoa học đầu tiên năm 1775.

## Mô tả
Gustavia augusta thuộc cây thân gỗ , là một loài cây phân nhánh , đôi khi xuất hiện dưới dạng cây bụi , thường cao tới 22m ,nhánh mang lá thường có đường kính khoảng 3-9 mm,phiến lá hình trứng thuôn đến hình mác, 16-48 x 4-13 cm, nhẵn, có dạng biểu đồ, có 14-22 cặp gân bên; đỉnh nhọn đến nhọn dài;các mép hoàn toàn có răng cưa hoặc hiếm khi có răng cưa, răng cưa đặc biệt rõ rệt ở nửa trên của phiến.Cuống lá dài 40 mm, dày 2-6 mm, mặt cắt ngang hình bán nguyệt.Cụm hoa thường mọc ở trên tán lá, hiếm khi mọc ở nách lá hoặc ở nách lá, dạng chùm, có lông đến giai đoạn trưởng thành, có từ 1-8 hoa,trục lá 4-cuống lá 15-75 mm, phụ bởi một lá bắc hình bầu dục hình mác hình mác 2-7 x 3-4 mm và mang ở các điểm khác nhau dọc theo chiều dài 2 lá bắc hình trứng đến hình trứng rộng hoặc lá bắc hình mác từ 2-8 x 2,5-7 mm.Hoa có đường kính từ 9-20 cm;đài hoa thường có vành gợn sóng sâu từ 1-2,5 mm.

## Hình ảnh

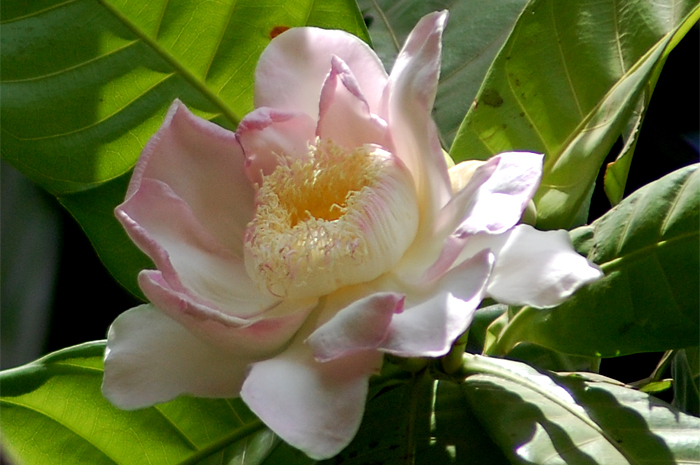
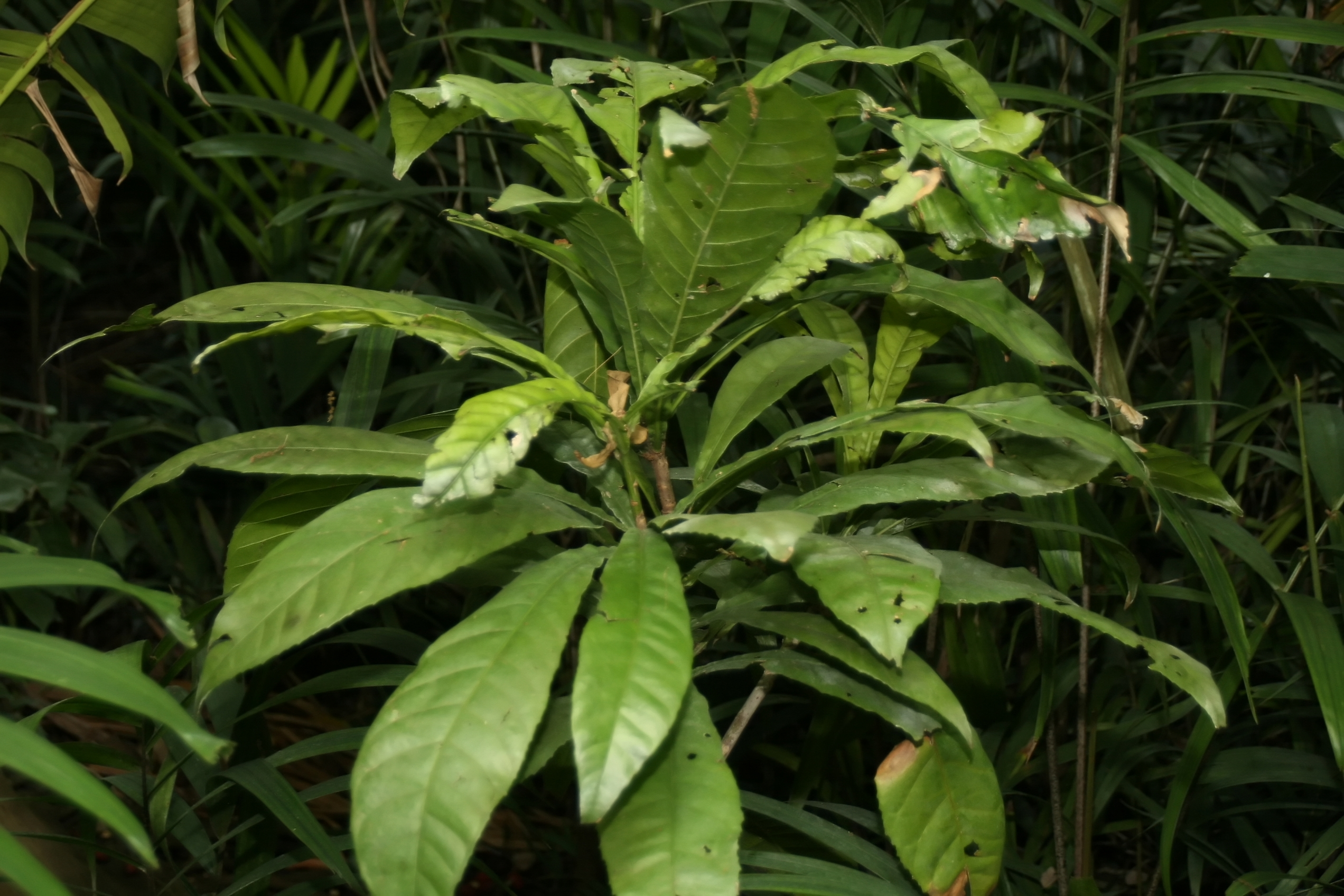